# 广州市增城区应元学校
广州市增城区应元学校（简称：增城应元学校）是中国广东省广州市增城区的一所公立完全中学，由广州二中教育集团管理，为增城区教育局下属事业单位。增城应元学校位于永宁街新学路1号，占地约83亩，规划设置初中、高中各36个班级。目前该校初中部已于2018年9月启用，而高中部在2021年9月开办、2023年9月启用新校区。

## 历史

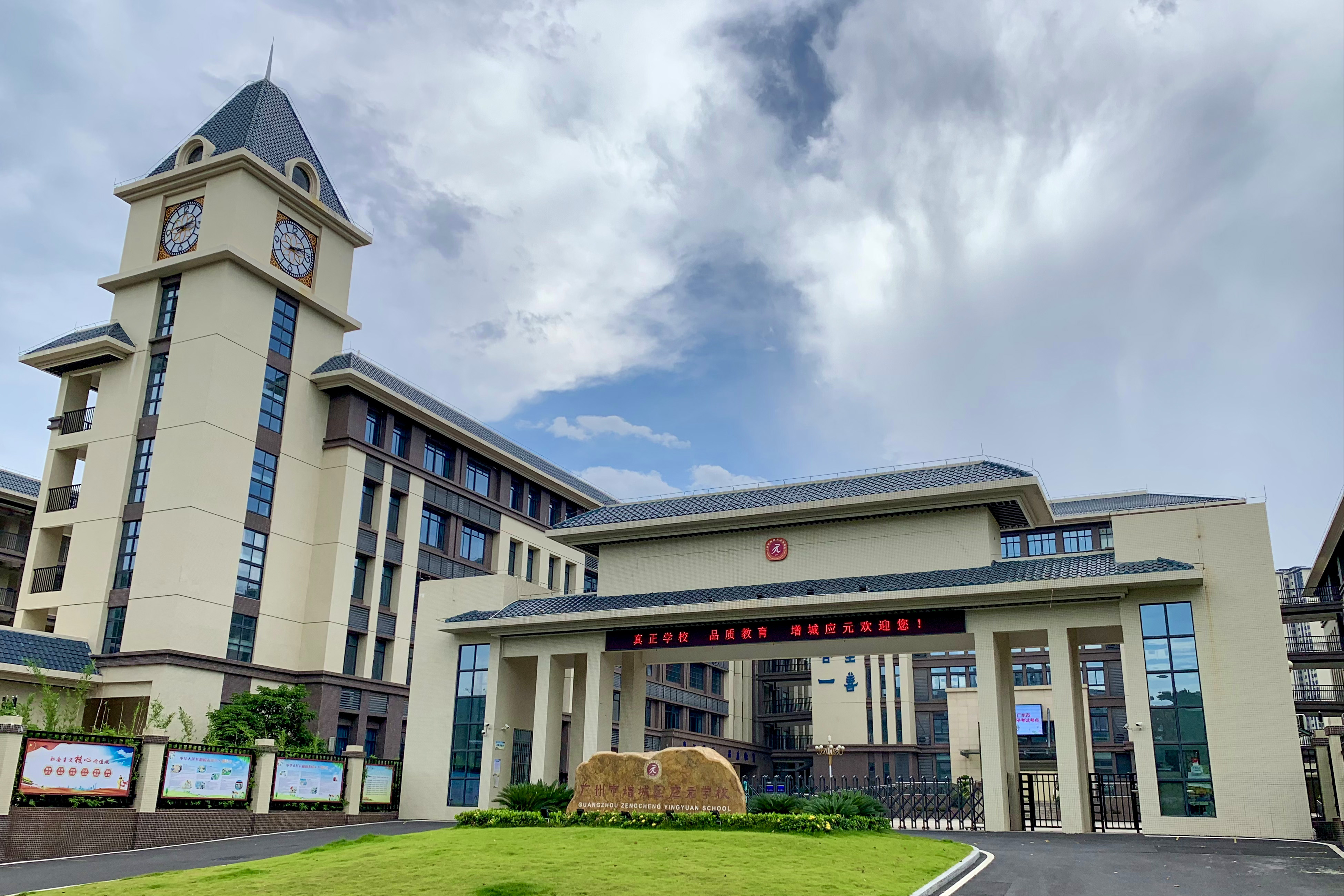
学校正门

2016年，增城区启动《增城区中小学校基础教育设施三年提升计划（2016-2018）》，计划新改扩建区内13所中小学校；2018年6月，增城区政府将该计划中“增城区永宁街岗丰村综合性学校项目”内的“凤凰中学”交由广州市第二中学管理，更名为“广州市增城区应元学校”，并纳入广州二中教育集团。
2018年9月，增城应元学校正式开学。
2021年3月，增城应元学校获批增设高中部，并于2021年9月正式开学。2023年9月，高中部新校区建成投入使用，学校亦在次年大幅扩招。

## 教育集团
增城应元学校为广州二中教育集团成员，现由该集团管理。此外，增城应元学校于2024年3月组建广州市增城区增应教育集团，以推动当地教育质量提升，成员校包括增城区永宁街永新中学、增城区永宁中学和增城区永安学校。

## 现任领导
- 校长：莫庆葵
- 党支部书记：张业锡